# Bonneuil-en-Valois
Bonneuil-en-Valois is een gemeente in het Franse departement Oise (regio Hauts-de-France). De plaats maakt deel uit van het arrondissement Senlis. Bonneuil-en-Valois telde op 1 januari 2022 976 inwoners.

## Geografie
De oppervlakte van Bonneuil-en-Valois bedroeg op 1 januari 2022 12,81 vierkante kilometer; de bevolkingsdichtheid was toen 76,2 inwoners per km².

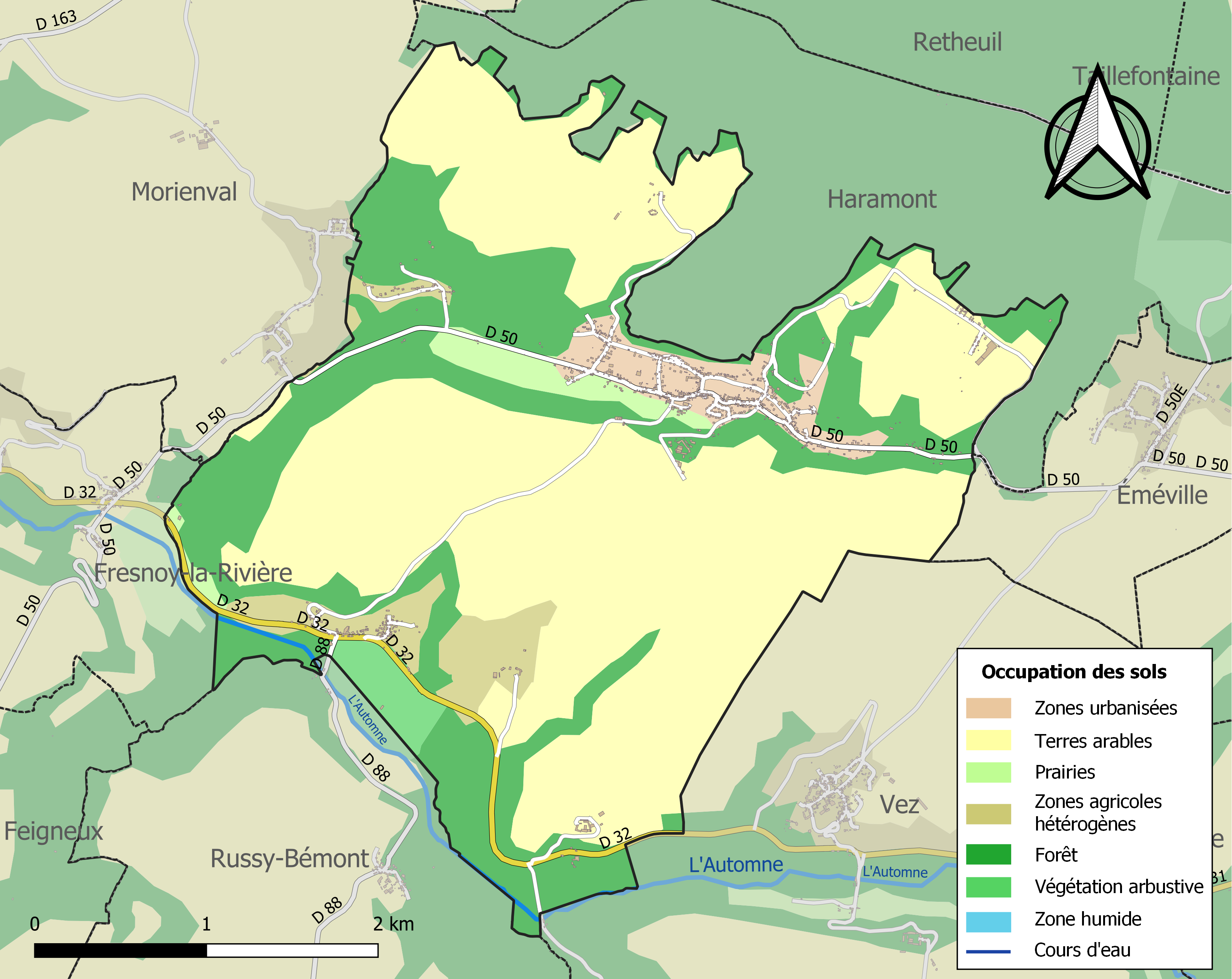
Kaart van de gemeente met belangrijkste infrastructuur, bodemgebruik en omliggende gemeenten

## Demografie
Onderstaande figuur toont het verloop van het inwonertal (bron: INSEE-tellingen).